# Eriococcus spiniger
Eriococcus spiniger är en insektsart som beskrevs av William Miles Maskell 1896. Eriococcus spiniger ingår i släktet Eriococcus och familjen filtsköldlöss. Inga underarter finns listade i Catalogue of Life.